# Zuideramstel
Zuideramstel ist ein ehemaliger Stadtbezirk in der Gemeinde Amsterdam (Provinz Nordholland), der 2010 zum Stadtbezirk Amsterdam-Zuid angegliedert wurde. Zuletzt zählte der Bezirk 47.900 Einwohner auf einer Grundfläche von 10,38 km².

## Geschichte
Um 1850 war in Westeuropa der industrielle Fortschritt am Wachsen, ausgenommen noch in den Niederlanden. Hier wohnte die Hälfte der Bevölkerung, damals circa 3 Millionen (2013: rund 16 Millionen) auf dem Lande. In städtischen Gebieten wurde in handwerklichen Betrieben, in kleinen Fabriken und Schiffswerften gearbeitet. In der zweiten Hälfte des 19. Jahrhunderts nahm die Industrialisierung zu und viele Landbewohner und -arbeiter zogen in die Städte. 1899 erhielt der niederländische Architekt Hendrik Petrus Berlage von der Gemeinde Amsterdam den Auftrag einen Plan (Plan Zuid) aufzustellen für die Einteilung des Gebietes „Rivierenbuurt“. Der Plan wurde 1905 angenommen und eine Neuaufstellung des Planes erfolgte 1915. Alle Projekte wurden in Zuideramstel im Laufe der Zeit realisiert.
Mit dem Projekt „Zuidelijke Tuinstad“ (deutsch südliche Gartenstadt) wurde 1958 begonnen und umfasste die Gebiete Rivierenbuurt und Buitenveldert. Die ersten Wohnungen konnten 1959 bezogen werden. Die ersten Stadtbezirke in Amsterdam waren 1981 Amsterdam-Noord und Osdorp, 1998 folgte der Bezirk Zuideramstel. Die früheren Stadtteile Rivierenbuurt und Buitenveldert fusionierten mit Zuideramstel. Bis 2010 Zuideramstel war ein Bezirk mit den meisten lokalen Webseiten. Im März 2010 waren es rund 60, welche die neusten Entwicklungen und Informationen für die Bewohner Online publizierten.

## Parkanlagen
Amsterdamer Bos ist ein künstlich angelegter Wald mit 150 Baumarten, 200 Vogelarten auf einer Grundfläche von 1000 Hektar. Davon sind 420 Hektar Wald und 215 Hektar Grasfläche. Im Park befindet sich ein Museum, ein Camping- und Sportplatz sowie eine Freilichtbühne. Der nördliche Teil des Parkes liegt im Bezirk Zuideramstel, der größte Teil gehört zu Amstelveen.
Beatrixpark, genannt nach der niederländischen Königin Beatrix. Er ist ein kleiner Stadtpark und wurde 1938 angelegt. Ein Teil des Parkes wurde 1972 für die Internationale Gartenschau, die Floriade bereitgestellt. 1998 wurde der Park dem Bezirk Zuideramstel zugeteilt.
Martin Luther King-Park. Er liegt zwischen der Amstel und der Rivierenbuurt. 1949 hieß er Amstelpark, diesen Namen trägt nun der Park im Stadtteil Buitenveldert. 1971 bekam er den Namen Martin-Luther-King-Park und seit 1990 findet hier jährlich ein Theaterfestival statt.
Der Amstelpark lag in Zuideramstel, danach im Wohnviertel Buitenveldert und heute im Stadtbezirk Amsterdam-Zuid. An der südlichen Seite des Parkes steht eine Windmühle, De Riekermolen, mit einer Statue von Rembrandt van Rijn.
Gijsbrecht van Aemstel-Park. Gijsbrecht van Aemstel ist einer Theateraufführung die von Joost van den Vondel geschrieben wurde und dem Park den Namen gab. Er gehörte bis 1998 zum Stadtteil Buitenveldert und seit der Fusion zum Bezirk Zuideramstel.
Kleine Loopveld ist eine Grünanlage in Zuideramstel.

## Wohnviertel in Zuideramstel
Die Rivierenbuurt, von H.P. Berlage entworfen, wurde 1987 ein Wohnviertel das mit dem Viertel Rivierenbuurt fusionierte und heute zu Zuideramstel gehört. Die an der Südseite gelegene Straße Rivierenlaan wurde 1964 umbenannt in „President Kennedylaan“ nach dem früheren US-amerikanischen Präsidenten John F. Kennedy.
Die Scheldebuurt hatte Anfang 2017 eine Einwohnerzahl von 15.085 auf einer Grundfläche von 101 Hektar. Die Straße Scheldestraat ist eine wichtige Verkehrsverbindung zum Rijksweg 10. Das Viertel hat insgesamt sechs Schulen, vier Grundschulen und zwei Gymnasien die auch von Schülern aus beigelegenen Wohnvierteln besucht werden.
Die IJsselbuurt wird umgeben von der Rijnstraat, Vrijheidslaan, Churchillaan, der Maasstraat und dem Amstelkanal. Der Stadtteil hatte am 1. Januar 2017 5.370 Einwohner.
Die Rijnbuurt grenzt an den Martin-Luther-King-Park und den Friedhof „Zorgvlied“.
Buitenveldert teilt sich in Buitenveldert-West und -Oost. Angelegt als südliche Gartenstadt (niederländisch Tuinstad) wurde das Viertel 1998 Zuideramstel zugeteilt. Hier befindet sich die Vrije Universiteit Amsterdam (kurz VU) und das zur Universität gehörende Krankenhaus „Vrije Universiteit Medisch Centrum“ (kurz VUmc).
Prinses Irenebuurt, benannt nach der Straße Prinses Irenestraat, nach der niederländischen Prinzessin Irene Emma Elisabeth. In den 1950er und 1960er Jahren gebaut wurden einige Straßen nach früheren Komponisten benannt: Strawinskylaan, Gustav Mahlerlaan, Beethovenstraat, Richard Wagnerstraat und andere.
Zuidas ist international bekannt als „Financial Mile“ von Amsterdam mit dem World Trade Center (Abkürzung: WTC). Es ist das größte noch in Entwicklung stehende Viertel mit 217 Hektar Grundfläche, mehr als 300 Firmensitze und rund dreißig Nationalitäten. Die Südachse (niederländisch Zuidas) liegt zwischen den Kanälen Amstel und Schinkel. Die Planung der Zuidas wird verglichen mit La Défense in Paris und The Docklands in London.